# Elsa Dorlin
Elsa Dorlin (1974) és una filòsofa francesa, professora de filosofia política i social al Departament de Ciència Política de la Universitat de París VIII.
La seva obra escrita se centra, especialment, en els estudis de gènere.
El 2009 rebé la medalla de bronze del CNRS (secció 35) per la seva obra sobre la filosofia de gènere i l'epistemologia feminista.
El 2018 rebé el premi Frantz Fannon pel llibre Se défendre : une philosophie de la violence per part de l'associació filosòfica caribenca.

## Obres destacades
- L'évidence de l'égalité des sexes : une philosophie oubliée au 17e siècle, Paris, L'Harmattan, 160 p., coll. « Bibliothèque du féminisme », 2001. ISBN 2-7475-0016-0
- La matrice de la race : généalogie sexuelle et coloniale de la nation française, Paris, La Découverte, coll. « Textes à l'appui / Genre et sexualité », 2006, 308 p. ISBN 9782707159052
- Sexe, genre et sexualités : introduction à la théorie féministe, Paris, PUF, coll. « Philosophies », 2008, 153 p. ISBN 9782130558897, ISBN 9782130636298
- Se défendre : une philosophie de la violence, Paris, La Découverte, 2017, 252 pages, http://www.editions-zones.fr/ ISBN 978-2355221101